# Rosendo Moiño Mendoza
Rosendo Moiño Mendoza   (15 de febrer de 1829 - 14 de novembre de 1906) fou un militar espanyol, Capità general de les Illes Balears a finals del segle xix.
Ingressà a l'exèrcit en 1841 i en 1846 fou ascendit a subtinent. Participà en les accions de la segona guerra carlina a Guipúscoa i fou ascendit a tinent en 1848 i a capità en 1854. Fou ferit durant la vicalvarada i després marxà a la Guerra d'Àfrica. Pels seus mèrits a la batalla de Tetuan i a la batalla de Wad Ras fou ascendit a comandant, grau que li fou reconegut en 1868. Després de participar en les accions d'Ameskoabarren en la tercera guerra carlina fou ascendit a tinent coronel i destinat com a ajudant de camp del Capità general d'Aragó (1873) i després del Capità general de Catalunya (1874). En 1874 fou ascendit a coronel i va combatre els carlins a Caldes de Montbui, Castellar de n'Hug i Castellfollit de la Roca, on fou ferit. En 1876 fou ascendit a brigadier i en 1883 participà en la repressió de l'aixecament del Batalló de Biscaia a la Seu d'Urgell. En 1884 fou nomenat governador militar de Tarragona i en 1889 governador militar d'Almeria. En 1890 fou ascendit a general de divisió i destinat com a segon cap de les Capitanies d'Extremadura i València. En 1895 fou nomenat fiscal del Consell Suprem de Guerra i Marina, i en 1897 fou ascendit a tinent general i nomenat Capità general de les Illes Balears. En febrer de 1901 passà a la reserva i fixà la seva residència a Alacant.